# Forminga

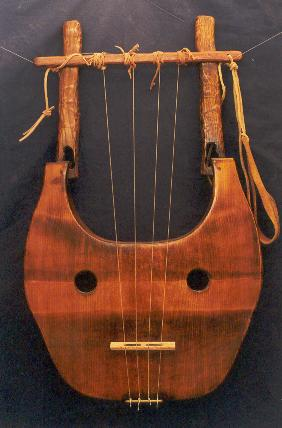
Forminga (współczesna rekonstrukcja)

Forminga (stgr. φόρμιγξ phórminks) – starogrecki instrument strunowy szarpany, bez gryfu, odmiana liry albo kitary.
Od liry i kitary odróżniał się większą liczbą strun. Podobnie jak kitara miał korpus rezonansowy w postaci drewnianego pudła, z wewnętrznie pustymi ramionami połączonymi poprzeczką zwaną jarzmem. Struny z włókien roślinnych, nawinięte z jednej strony na jarzmie, a z drugiej umocowane u dołu rezonatora, szarpane były plektronem, którego grający używał prawą ręką; lewa ręka skracała struny.
Nazwa forminga łączy się z Homerem, nazywającym tak instrument, którym sam się posługiwał. Pierwsza pytyjska oda Pindara będąca hymnem na cześć Hierona z Syrakuz wychwala również złotą formingę Apollina.
Był to instrument głównie wirtuozowski, gra na nim obowiązywała na agonach muzycznych podczas igrzysk pytyjskich odbywających się w Atenach, Delfach i na wyspie Delos.